# Koopt heden Blue Band versch gekarnd

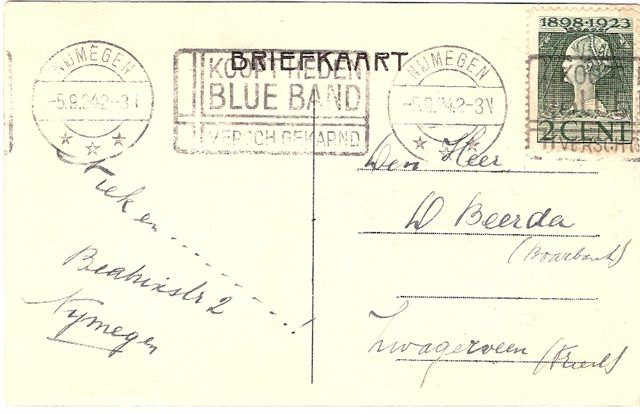
Blue Band-stempel uit Nijmegen, 5 september 1924

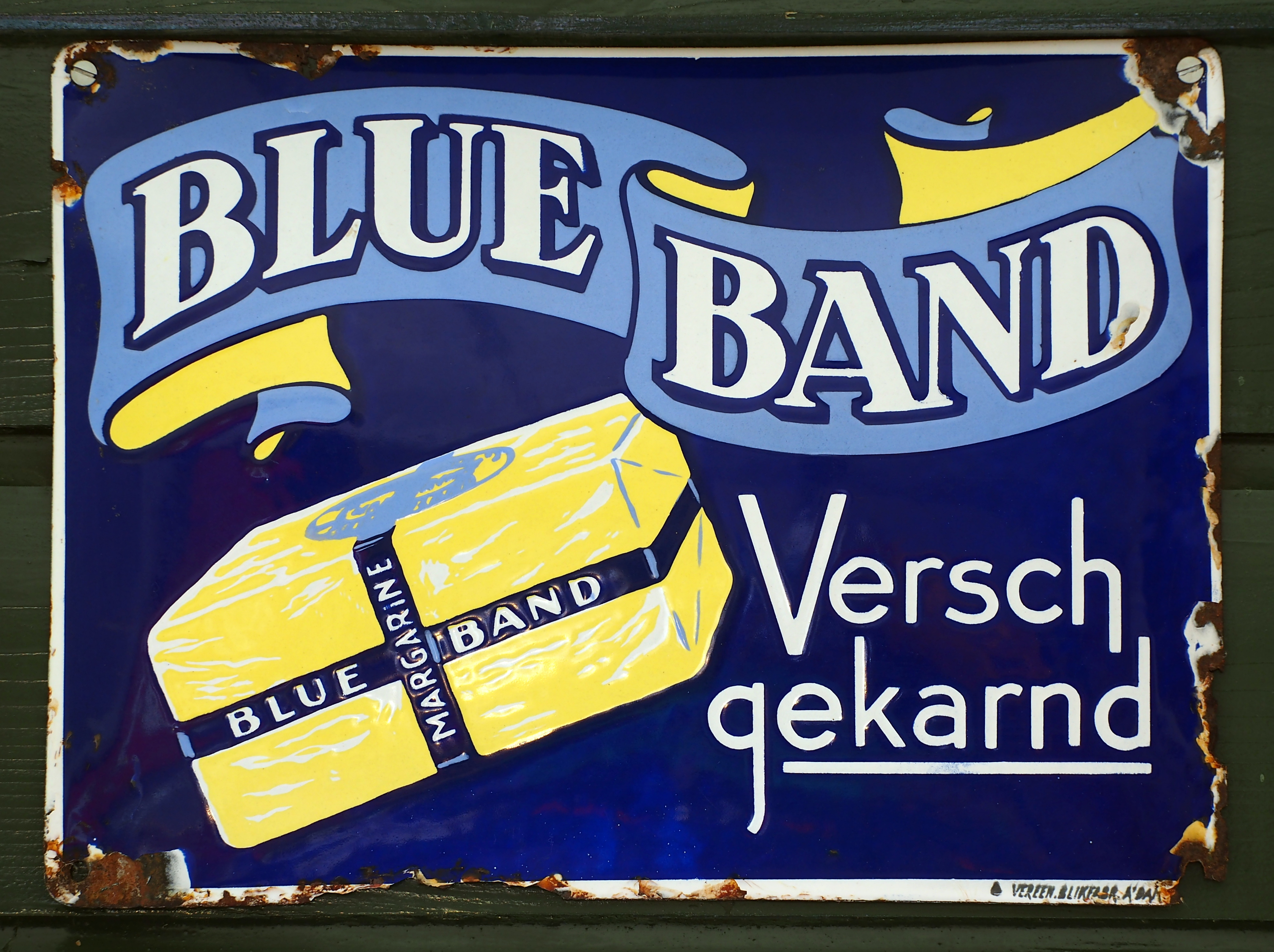
Reclamebord 'versch gekarnde' Blue Band

"Koopt heden Blue Band versch gekarnd" was een reclameleus en de tekst in een stempelvlag, die in september 1924 in 10 stempelmachines van de PTT (toen nog Post en Telegraaf of P&T) was gemonteerd op acht grote postkantoren in Nederland. In Nederland is dit de enige keer dat dit soort reclame van een particuliere onderneming in een poststempel van de PTT terecht is gekomen.
In de jaren 1920 was P&T naarstig op zoek naar nieuwe inkomstenbronnen. Zo kwam in maart 1924 een overeenkomst tot stand tussen P&T en de directie van de N.V. Van den Bergh’s Fabrieken in Rotterdam. Vanaf 1 september 1924 tot en met 28 februari 1925, dus gedurende een periode van 6 maanden, zou er reclame voor Blue Band gemaakt worden in een tiental stempelmachines. Hiermee was het voor die tijd hoge bedrag van fl. 21.000 gemoeid. Bovendien moest N.V. Van den Bergh zelf de kosten van het aanmaken en plaatsen van de stempels betalen. Op 31 augustus 1924 werden de eerste stempels in de machines gemonteerd, zodat het publiek vanaf 1 september de reclametekst onder ogen kreeg.
Zowel publiek, pers als boterfabrikanten kwamen in het geweer, en ook Anton Jurgens' Margarinefabrieken bond de strijd aan. Belangrijkste punten van kritiek waren dat de posterijen Blue Band-reclame op post van de concurrentie plaatste en dat de woorden "versch gekarnd" de suggestie wekten dat het om boter en niet om margarine zou gaan. Zo kon het gebeuren dat de mailing van een zuivelfabriek met reclame voor "boter met rijksmerk", gefrankeerd met postzegels, door de post was afgestempeld met het Blue Band-stempel. Twee zuivelfabrieken spanden een kort geding tegen de Staat aan, dat door hen werd gewonnen en al eind september 1924 kwamen Van den Bergh‘s Fabrieken en de Posterijen overeen verder af te zien van het gebruik van de reclamestempels. De laatst bekende stempeldatum is 30 september 1924. In totaal is uiteindelijk maar 1/6 deel van de afgesproken som geld betaald.